# British shorthair
British Shorthair, også kaldet briten, er en katterace, der ofte omtales som "bamsekatten" pga. dens store, runde og bløde udseende. Den er Englands nationalkat og har været opdrættet i over 100 år. Den var tidligere kendt som British Blue eller Chartreux, men i dag er det kun katte med franske aner, der må beholde dette navn.

## Oprindelse
British Shorthair-katten er efterkommer af katte, der blev bragt til Britannien af romerne, hvorefter den blev parret med vilde katte. Senere blev den krydset med persere for at forbedre pelsens kvalitet og tæthed. Racen blev standardiseret i 1900-tallet, og British Shorthair blev første gang vist frem på en katteudstilling i 1871. Kattens popularitet faldt omkring 1940'erne, men efter 2. verdenskrig er opdræt af British Shorthair vokset, og den er nu en af de mest opdrættede racer i Europa. Den var tidligere kendt som British Blue eller Chartreux-katten. Racerne blev adskilt i 1977.
I Pawpeds British Shorthair-database findes stamtavler for cirka 54.000 katte, og her kan man spore deres forgængere helt tilbage til omkring år 1900. Man kan også se, at der har været parret så mange perserkatte ind, at ca. halvdelen af racens gener kommer derfra. Ca. 3% af generne kommer fra Tancor Blue Boy, en blå perser, som blev brugt i 1948. Yderligere 3% af generne kommer fra Morning Mists, en Russian Blue, som blev parret ind i 1937. En tredje bidragsyder er en cremefarvet perser, Danehurst Peter, som blev parret ind i 1955.
Studiet The Ascent of Cat Breeds: Genetic Evaluations of Breeds and Worldwide Random-bred Populations af Lipinski et al. fandt ud af, at British Shorthair-racen nedstammer fra vesteuropæiske katte, og at den var tættest beslægtet til perser, exotic og chartreux.

## Racens udseende
British Shorthair-katte har en meget tyk, plysset pels, der skal føles "sprød". Øjnene er store og runde, ofte i kobberfarver. De har et stort, rundt hoved med tykke kinder og en velpolstret krop. Kattene lever typisk mellem 14 til 20 år. British Shorthair-katte er store og muskuløse. Racen har et bredt bryst, korte ben, runde poter og en tæt, men ikke fluffy hale, der ender i en rund halespids.
Hannerne er større end hunnerne, og fertile hanner får et utrolig bredt ansigt med store "hankattekinder".
Hannerne vejer mellem 5 til 10 kilo, hvor hunnen "kun" vejer omkring 4 til 6 kilo.

## Farver
British Shorthairs findes i mange farver. Den mest udbredte er blå, derfra kattens tidligere navn, "British Blue'. Over hundrede farver og mønstre er tilladte. Blandt andet sort, blå, chokolade, lilla, fawn, cinnamon, rød og creme – med og uden hvidt. Hunner kan være tortiefarvede, hvilket er en blanding af for eksempel blå/lilla/sort/chokolade og rød/creme. Når tortier har hvidt, fås en trefarvet kat, hvor de enkelte farver samles i områder.
Alle farver kan kombineres med tabbymønstrene: makrel, klassisk/blotched og spotted. Til sammenligning, er den klassiske rundstrikkede gårdkat er sort makrel tabby.
Alle de farver, der indtil videre er nævnt, findes i colorpointvarianter. I disse er det meste af kroppen hvid/gullig, og kattens egentlige farve ses kun på de kolde områder, dvs. næsen, ørerne og halen. Det ser ud som om, at disse katte har maske på, og de kaldes derfor ofte for maskede.
Der findes også British Shorthair-varianter med sølv, og den mest kendte er sort klassisk/blotched tabby som er kendt fra Whiskasreklamerne. Sølv kan kombineres med alle andre farver. En lidt mere sjælden udgave er silver shaded/shell, hvor alle hårene er hvide i bunden, og kun spidserne er farvede.
En helt hvid brite findes også, men en stor del af dem er desværre døve, ligesom hvide katte i alle racer er.

## Temperament
British Shorthair er en rolig race, og temperamentet stammer fra krydsningen med perserkatten. Den har en stabil karakter og kan nemt holdes i både hus og lejlighed. Den kræver ikke meget opmærksomhed, som f.eks. siameserkatte, men holder af at følge med i, hvad dens ejer laver. Den kan som regel godt lide at lege, men ikke vildt. Den er en stor, kraftig kat med et lavt energiniveau hvilket også medvirker til det rolige temperament.
Den er normalt ikke destruktiv eller hyperaktiv, ligesom den sjældent vil foretage høje spring medmindre det er nødvendigt. Den egner sig som familiekat, men bryder sig som regel ikke om at blive båret rundt på i længere tid ad gangen.

## Sundhed
British Shorthair-racen har to store sundhedsproblemer: Hypertrofisk Cardiomyopati (HCM) og Hoftedysplasi (HD).
HCM er en hjertesygdom, der gør, at hjertets venstre side fortykkes, og dermed reduceres hjertets pumpeevne. Forskerne på KU Sund gennemførte et studie, der undersøgte forekomsten af HCM i danskejede briter, og resultatet var, at 20,2% af hannerne var positive mod 2,1% af hunnerne. Dermed er prævalencen 11,2% på tværs af kønnene. Dertil kommer, at 4,5% blev vurderet til at være grænsetilfælde, og 1,5% havde anden hjertesygdom.
Som killingekøber bør man derfor være opmærksom på, at killingens forældre er testet for HCM. Testen skal være frisk, da HCM udvikles gradvist.
HCM-test af avlshanner er nu obligatorisk for opdrættere under FIFe i Danmark.
HD er en hoftesygdom, der gør, at hofteskålen og lårknoglen passer dårligt sammen. Katten udvikler med tiden slidgigt. De vides pt. ikke, hvor mange procent der har sygdommen, men for Maine Coon, som også er en tung kat, er det 30%. I Pawpeds database er der kun omkring 115 HD-testresultater med ca. 65% positive.

## Genetisk diversitet
Studiet The Ascent of Cat Breeds: Genetic Evaluations of Breeds and Worldwide Random-bred Populations af Lipinski et al. udført i 2008 på UC Davis af et hold forskere anført af ledende kattegenetiker Dr. Leslie Lyons viste, at British Shorthair-racen har et medium niveau af genetisk diversitet sammenlignet med andre racer i studiet, og at dette er noget mindre end gennemsnittet af huskatte.

## Pleje
British Shorthair behøver ikke megen pleje pga. dens korte pels, men det anbefales at børste dens pels ofte i fældningssæsonen for at undgå hårboller.